# 北黑森應用科學大學
北黑森應用科學大學（德語：DIPLOMA Fachhochschule Nordhessen）是德國黑森北黑森巴特索登-阿倫多夫一間私立營利學校。提供遠距教學，面對面教學，虛擬教學等課程。可頒發碩士、學士文憑。1998年獲得黑森州承認。

## 外部連結
- FB （页面存档备份，存于）
- 校網 （页面存档备份，存于）